# Scytodes jurupari
Scytodes jurupari là một loài nhện trong họ Scytodidae.
Loài này thuộc chi Scytodes. Scytodes jurupari được miêu tả năm 2004 bởi Rheims & Antonio D. Brescovit.